# Línea N5 (Avanza Zaragoza)
La línea N5 o búho 5 es una línea regular nocturna de Avanza Zaragoza. Realiza el recorrido comprendido entre la Plaza de Aragón y el barrio de Parque Venecia en la ciudad de Zaragoza (España).
Tiene una frecuencia media de 50 minutos.
Esta línea, al igual que todas las líneas nocturnas, presta servicio doble durante la madrugada del Día del Pilar(13 de octubre), Navidad(25 de diciembre) y Año Nuevo(1 de enero), utilizando dos autobuses en vez en vez de uno y teniendo una frecuencia de 25 minutos.

## Desvíos actuales (no incluidos en la tabla)
No hay ningún desvío a fecha de la edición de este artículo.